# Чечель Микола Флорович
Микола Флорович Чечель (1891, Великі Коровинці, Волинська губернія — 9 січня 1937, Суздаль, Російська РФСР) — політичний діяч. Член ЦК УПСР, член і секретар Центральної Ради, співробітник Михайла Грушевського. У 1920–1924 рр. — в еміграції у Відні. У 1924 р. повернувся в Україну. Жертва сталінського терору.

## Життєпис
Народився в селі Великі Коровинці, Озадівська волость, Волинська губернія у сім'ї робітників місцевого цукрового заводу. Середню освіту одержав у Житомирській гімназії.
3 1910 року навчався на кораблебудівному відділі Петербурзького політехнічного інституту. У 1911 перевівся до Петербурзького інституту інженерів шляхів сполучення.

### Громадсько-політична діяльність
Належав до Української студентської громади та петербурзького осередку Товариства українських поступовців.
З березня 1917 — член Української національної ради в Петрограді. 17.3.1917 у складі української репрезентації зустрічався з прем'єр-міністром Тимчасового уряду Росії Г. Львовим, якому передали меморандум з українськими вимогами, що не потребували рішення Установчих зборів. У квітні 1917 обраний членом Української Центральної Ради від студентських організацій, входив до складу Малої Ради. З липня 1917 до квітня 1918 — секретар УЦР. Член комісії УЦР із розробки проєкту статуту автономії України. За політичними переконаннями належав до Української партії соціалістів-революціонерів, на II з'їзді УПСР (15 — 19.7.1917) обраний членом ЦК. Репрезентував Україну на Демократичній нараді у Петрограді, був делегатом Всеросійських установчих зборів від українських соціалістичних партій.
Напередодні гетьманського перевороту призначений РНМ УНР членом української делегації на переговорах з РСФРР Політичний однодумець Михайла Грушевського, разом з яким у 1919 емігрував до Відня. Належав до «Закордонної делегації» УПСР. У 1920—1921 продовжував освіту у Віденському політехнічному інституті, редагував журнал «Борітеся — поборете».

### Повернення в Україну
У вересні 1921 разом із Миколою Шрагом приїздив до Харкова, де вів переговори з головою Раднаркому УСРР Християном Раковським про повернення в Україну. Викладав у 3-й харківській профшколі архітектурно-будівельного фаху, з 1927 — у Харківському технологічному інституті, очолював секцію промисловості будівельних матеріалів Держплану.

### Загибель
На початку 1931 заарештований у справі так званого Українського національного центру. У 1932 засуджений до 6 років позбавлення волі, а 2.6.1937 постановою особливої наради при наркоматі внутрішніх справ СРСР повторно засуджений до 5-річного ув'язнення. 9.1.1937 за вироком УНКВС по Івановській області Миколу Чечеля було розстріляно в Суздалі.

## Вшанування пам'яті
В Житомирі існує провулок Миколи Чечеля.